# Joaquín Gaztambide
Joaquín Romualdo Gaztambide y Garbayo, né le 7 février 1822 à Tudela (Navarre) et mort le 18 mars 1870 à Madrid,  est un compositeur et chef d'orchestre espagnol. Sa contribution  à la renaissance de la zarzuela est très significative, mais son œuvre a pratiquement disparu de la scène. D'un goût italianisant, à la manière de Donizetti, sa musique, cependant, il utilise les rythmes espagnols et les chansons populaires.

## Biographie
Il a commencé ses études de solfège à Tudela avec Pablo Rubla, maître de chapelle de la cathédrale. 
En 1834, âgé de seulement 12 ans, il est envoyé par son oncle à Pampelune pour étudier le piano et la composition avec José Guelbenzu et Mariano García. Plus tard il donnera des cours de piano et jouera de la contrebasse à l'orchestre du théâtre. 
Insatisfait par ces activités qui ne répondent pas à ses aspirations artistiques, il se rend à Madrid en 1842, pour suivre les cours du Conservatoire de musique María Cristina. Il approfondit ses études de piano avec Pedro Albéniz et de composition avec Ramón Carnicer. Pour gagner sa vie, il joue de la contrebasse dans les orchestres du Teatro del Circo, du Teatro del Príncipe. En 1845 il est directeur du chœur de la compagnie italienne du Teatro de la Cruz grâce à l'aide de son ami Francisco de Salas. Il donne des concerts comme pianiste en province, en compagnie du professeur de flûte Pedro Sarmiento et du célèbre hautboïste Pedro Soler. 
En 1847, il voyage à Paris comme chef d'orchestre d'une compagnie d'acteurs et de danseuses espagnols. De retour à Madrid en (1849), et sur proposition de Baltasar Saldoni, il reçoit la proposition de diriger l'orchestre du Teatro Español de Madrid (1848). Il dirige les concerts en matinée auxquels participe le fameux violoniste Antonio Bazzini. Bien qu'ayant écrit des œuvres pour piano et orchestre, ainsi que des ballets et une symphonie, ses principaux efforts à cette époque étaient consacrés à faire revivre la tradition de la zarzuela. Ainsi, il met en pratique les expériences vécues à Paris avec l'opéra comique et donne sa première zarzuela, La mensajera, dont le succès le pousse à continuer à composer. 
En 1850, il dirige en association avec Hernando et Barbieri le Teatro Varidades et celui des Basilios. Il a été cofondateur de la Sociedad Artística, qui fut créée en 1851 pour exploiter le Teatro del Circo, en participant comme compositeur et chef d'orchestre. 
En 1856, il entra comme associé dans la société qui gère le Teatro de la Zarzuela récemment inauguré à Madrid, dont il sera de plus compositeur et directeur. En 1859 il voyage à Paris et Londres. En 1860 il dirige des représentations d'opéra. En 1862 il dirige les premiers grands concerts organisés en Espagne par la Sociedad Artístico Musical de Socorros Mutuos. 
Le 19 décembre 1863, il crée au Teatro de la Zarzuela La conquista de Madrid, avec un livret de Luis Mariano de Larra. En 1865 il est engagé comme chef d'orchestre du Teatro de los Campos Eliseos de Madrid. En 1868, il est nommé directeur et président de la Sociedad de Conciertos de Madrid, où il donne la première de l'ouverture de Tannhäuser, de Richard Wagner. 
En 1869 il réalise une tournée à Cuba et au Mexique avec sa propre compagnie, revenant au début de 1870 avec de graves problèmes de santé et ruiné financièrement. Il meurt à la suite d'une grave maladie hépatique peu de temps après être arrivé à Madrid. 

## Œuvres
Ses plus célèbres zarzuelas sont 
- "Catalina" (1854),
- "Los magiares" (1857),
- "El juramento" (1858)
- "La conquista de Madrid" (1863).

## Autres
- Un alijo en Sevilla - livret: José Olona, 1 Acte (1846)
- La mensajera - livret: Luis Olona, 2 Actes (1849)
- A última hora - livret: J. Olona, entremés lírico-dramático 1 Acte (1850)
- Las señas del archiduque - livret: Ceferino Suárez Bravo, 2 Actes (1850)
- Escenas en Chamberí - livret: J. Olona, caprice comique-lyrique-ballet 1 Acte (1850), en collaboration avec Barbieri/Hernando/Oudrid
- La picaresca - livret: Carlos García Doncel/Eusebio Asquerino, 2 Actes (1851), en collaboration avec Barbieri
- Al amanecer - livret: Mariano Pina, entremés lírico-dramático (1851)
- Tribulaciones - livret: Tomás Rodríguez Rubí, 2 Actes (1851)
- Por seguir a una mujer - livret: L. Olona, viaje 1 Acte (1851), en collaboration avec Barbieri/Hernando.
- El sueño de una noche de verano - livret: Patricio de la Escosura, 3 Actes (1852)
- El estreno de una artista - livret: Ventura de la Vega, 1 Acte (1852)
- El secreto de la reina - livret: L. Olona, 3 Actes (1852), en collaboration avec Hernando i Castellanos
- El valle de Andorra - livret: L. Olona, 3 Actes (1852)
- La cotorra - livret: L. Olona, 1 Acte (1853)
- Don Simplicio Bobadilla - livret: Manuel i Victorino Tamayo, 3 Actes (1853), en collaboration avec Barbieri/Hernando/Inzenga
- La cisterna encantanda - livret: de la Vega, 3 Actes (1853)
- El hijo de familia (El lancero voluntario) - livret: L. Olona, 3 Actes (1853), en collaboration avec Oudrid/E. Arrieta
- Un día de reinado (Reinar un día) - livret: Antonio Garcia Gutièrrez i L. Olona, 3 Actes (1854), en collaboration avec Barbieri/Inzenga/Oudrid
- Catalina - livret: L. Olona, 3 Actes (1854)
- Estebanillo Peralta - livret: de la Vega, 3 Actes (1855), en collaboration avec Oudrid
- Los comuneros - livret: Adelardo López de Ayala, 3 Actes (1855)
- El sargento Federico - livret: L. Olona, 4 Actes (1855), en collaboration avec Barbieri
- El amor y el almuerzo - livret: L. Olona, farsa 1 Acte (1856)
- Entre dos aguas - livret: Antonio Hurtado, 3 Actes (1856), en collaboration avec Barbieri
- La alegoría - livret: L. Olona/Hurtado, 1 Acte (1856), en collaboration avec Arrieta / Barbieri
- Cuando ahorcaron a Quevedo - livret: L. Eguílaz, 3 Actes, en collaboration avec Manuel Fernández Caballero
- El lancero - livret: Francesc Camprodon, 1 Acte (1857)
- Los magyares - livret: L. Olona, 4 Actes (1857)
- Amar sin conocer - livret: L. Olona, 3 Actes (1858), en collaboration avec Barbieri
- Casado y soltero - livret: L. Olona, 1 Acte (1858)
- Un pleito - livret: F. Camprodon, 1 Acte (1858)
- El juramento - livret: L. Olona, 3 Actes (1858)
- Un viaje aerostático - livret: Javier Ramírez, 1 Acte (1859), en collaboration avec Oudrid
- La hija del pueblo - livret: Emilio Álvarez, 2 Actes (1859)
- El diablo las carga - livret: F. Camprodon, 3 Actes (1860)
- Una vieja - livret: F. Camprodon, 3 Actes (1860)
- Anarquía conyugal - livret: Jacinto Octavio Picón, 1 Acte (1861)
- Una niña - livret: F. Camprodon, 1 Acte (1861)
- La edad en la boca - livret: Narciso Serra, pasillo filosófico-casero 1 Acte (1861)
- Una historia en un mesón - livret: Narciso Serra, 1 Acte (1861)
- Del palacio a la taberna - livret: F. Camprodon, 3 Actes (1861)
- ¡En las astas del toro! - livret: Carlos Frontaura, 1 Acte (1862)
- Las hijas de Eva - livret: Luis Mariano de Larra, 3 Actes (1862)
- Matilde y Malek-Adel - livret: Carlos Frontaura, 3 Actes (1863); en collaboration avec Oudrid
- La conquista de Madrid - livret: Luis Mariano de Larra, 3 Actes (1863)
- Antes del baile, en el baile y después del baile - livret: Manuel del Palacio/Álvarez, apropósito cómico-lírico-bailable, 1 Acte (1864)
- Los caballeros de la Tortuga - livret: Eusebio Blasco, drame lyrique-allégorique-fantastique-burlesque, 3 Actes (1867)
- La varita de virtudes - livret: Luis Mariano de Larra, 3 Actes (1868)